# Geografia política

Mapamundi polític.

La geografia política és la disciplina dins la geografia humana que descriu la divisió de la Terra segons qüestions polítiques, així com els processos que porten a aquesta divisió, estudiant els resultats desiguals en els processos polítics i les formes en què es veuen afectats per les estructures espacials. Convencionalment la geografia política adopta una estructura d'escala de tres amb el propòsit d'anàlisi amb l'estudi de l'Estat al centre, per sobre d'això és l'estudi de relacions internacionals (o geopolítica), i sota d'ells l'estudi de les localitats. Les principals preocupacions de la subdisciplina es poden resumir en les interrelacions entre les persones, l'estat i territori.

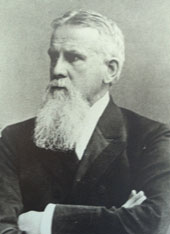
Friedrich Ratzel

## Història
Els orígens de la geografia política es troben en els mateixos orígens de la geografia humana i els primers practicants es refereixen principalment a les conseqüències polítiques i militars i de les relacions entre la geografia física, els territoris de l'estat, i el poder estatal. En particular, hi va haver una associació estreta amb la geografia regional, que se centra en les característiques úniques de les regions, i el determinisme ambiental amb el seu èmfasi en la influència de l'entorn físic en les activitats humanes. Aquesta associació va trobar la seva expressió en l'obra del geògraf alemany Friedrich Ratzel qui en el seu llibre Politische Geographie (1897) va desenvolupar el concepte de lebensraum (espai vital), que vincula explícitament el creixement cultural d'una nació amb l'expansió territorial, i que més tard va ser utilitzat per proporcionar legitimació acadèmica a l'expansió imperialista del Tercer Reich alemany en la dècada de 1930.

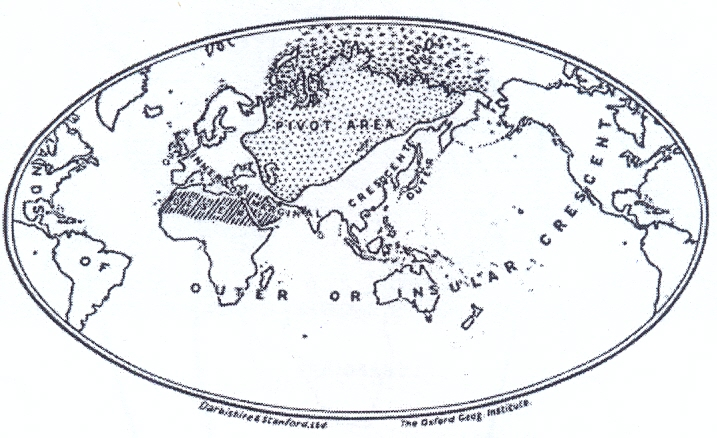
Mapa de l'àrea pivot de Mackinder

El geògraf britànic Halford Mackinder va ser també molt influenciat pel determinisme del medi ambient i en el desenvolupament del seu concepte de "pivot geopolític de la història" o heartland (desenvolupat per primera vegada en 1904), va argumentar que l'era del poder marítim estava arribant a la seva fi i que els poders terrestres eren a l'ascendent, i, en particular, que qui controla el cor de l' Euro-Àsia controlaria el món. Aquesta teoria involucrada conceptes diametralment oposats a les idees d'Alfred Thayer Mahan sobre el significat del poder marítim al conflicte mundial. A The Geographical Pivot of History fa hipòtesi de la possibilitat de la creació d'un enorme imperi que no necessita fer servir el transport transoceànic costaner per proveir el seu complex industrial militar, i que aquest imperi no podia ser derrotat per la resta del món aliat contra ell. Aquesta perspectiva va ser de gran influència durant tot el període de la Guerra Freda, sustentant el pensament militar sobre la creació d'estats coixí entre l'est i l'oest d'Europa central.
La teoria de Mackfinder representa un món dividit en un Heartland (Europa de l'Est/Oest de Rússia); Illa Mundial (Euràsia i Àfrica); Illes Perifèriques (Illes Britàniques, Japó, Indonèsia i Austràlia) i Nou Món (les Amériques). Mackinder afirmav que qui controlés el Heartland tindria el control del món. Va utilitzar aquest advertiment per influir políticament enesdeveniments com el Tractat de Versalles, pel qual es van crear estats coixí entre l'URSS i Alemanya, per evitar que qualsevol d'ells controlés el Heartland. Alhora, Ratzel va crear la teoria dels estats basats en els conceptes d'espai vital i darwinisme social. Va argumentar que els estats eren anàlegs als «organismes» que necessiten suficient espai on viure. Ambdós pensadors van crear la idea d'una ciència política i geogràfica, amb una visió del món  objectiva. Abans de la Segona Guerra Mundial la geografia política s'ocupava en gran manera d'aquests temes de lluites de poder globals i influència en la política estatal, les teories anteriors van ser preses en compte pels geopolítics alemanys (veure Geopolitik), com ara Karl Haushofer qui - potser sense adonar-se'n - era força influenciat per la teoria política nazi. En aquell moment era força influent una manera de fer política legitimada per les teories "científiques" com a requisit "neutral" per a l'expansió de l'Estat.
L'estreta associació amb el determinisme ambiental i la congelació de les fronteres polítiques durant la Guerra Freda va provocar una disminució considerable de la importància de la geografia política que va ser descrita per Brian Berry el 1968 com "un recés moribund". Tot i que en altres zones de la geografia humana al investigació vigoritzava una sèrie de nous enfocaments, incloent la ciència quantitativa espacial, estudis de comportament, i el marxisme estructural, aquestes van ser ignorades en gran manera pels geògrafs polítics el principal punt de referència dels quals seguia sent l'enfocament regional. Com a resultat la geografia política d'aquest període va ser descriptiva, amb pocs intents de produir generalitzacions a partir de les dades recollides. No va ser fins al 1976 quan Richard Muir podria argumentar que la geografia política podria no ser un ànec mort, sinó que podria ser un fènix.

## Àrees d'estudi
Des de finals de la dècada de 1970 en endavant, la geografia política ha experimentat un renaixement, i justament podria ser descrita com una de les subdisciplines més dinàmiques en l'actualitat. La reactivació se sustenta en el llançament de la revista Political Geography Quarterly (i la seva expansió a la producció bimensual Political Geography). En part, aquest creixement s'ha associat amb l'adopció pels geògrafs polítics dels enfocaments adoptats anteriorment en altres àrees de la geografia humana, per exemple, el treball de 1979 de Ron J. Johnston sobre la geografia electoral es va basar en gran manera en l'adopció de la ciència espacial quantitativa, el treball de Robert Sack (1986) sobre la territorialitat es va basar en l'enfocament conductual, el de Henry Bakis (1987) mostra el paper de les xarxes d'informació i telecomunicacions en la geografia política, i l'obra de Peter Taylor (2007) sobre la teoria de sistemes mundial es deu en gran part al desenvolupament del marxisme estructural. No obstant això, el recent augment de la vitalitat i la importància de la sub-disciplina també està relacionat amb els canvis en el món a conseqüència de la fi de la Guerra Freda, inclosa l'emergència d'un nou ordre mundial (que fins al moment només estava mal definit) i el desenvolupament de nous programes d'investigació, com ara l'enfocament més recent sobre els moviments socials i les lluites polítiques que van més enllà de l'estudi del nacionalisme amb la seva base territorial explícita. També hi ha hagut un creixent interès en la geografia de la política verda (vegeu, per exemple, el treball de David Pepper de 1996), incloent la geopolítica de la protesta del medi ambient, i en la capacitat del nostre aparell estatal existent i les institucions polítiques més àmplies per abordar futurs problemes ambientals de manera competent.
La geografia política ha ampliat l'àmbit de la ciència política tradicional reconeixent que l'exercici del poder no es limita als estats i les burocràcies, sinó que és part de la vida quotidiana. Això ha donat lloc que les preocupacions de la geografia política cada vegada se sobreposin amb les d'altres subdisciplines de la geografia humana com la geografia econòmica, i, en particular, amb la geografia social i cultural en relació amb l'estudi de la política del lloc (vegeu, per exemple, els llibres de David Harvey (1996) i Joe Painter (1995)). Tot i que la geografia política contemporània manté moltes de les seves preocupacions tradicionals l'expansió multidisciplinària en àrees relacionades és part d'un procés general de la geografia humana que implica la desaparició de les fronteres entre les zones anteriorment discretes d'estudi, i a través del qual la disciplina s'enriqueix en el seu conjunt.
En particulara la geografia política moderna sovint considera:
- Com i per què els estats estan organitzats en agrupacions regionals, tant formal (per exemple, la Unió Europea) i informal (per exemple, el Tercer Món)
- La relació entre els estats i les antigues colònies, i com aquestes es propaguen a través del temps, per exemple a través del neocolonialisme
- La relació entre un govern i la seva gent
- Les relacions entre estats, i els tractats internacionals i comercials entre ells
- Les funcions, demarcacions i vigilància de les fronteres
- Com les geografies imaginàries té implicacions polítiques
- La influència del poder polític en l'espai geogràfic
- Implicacions polítiques de les comunicacions (telèfon, ràdio, televisió, TIC, Internet, xarxes socials)[1]
- Estudi de resultats electorals (geografia electoral)

## Geografia política crítica
La geografia política crítica es refereix principalment a la crítica de les geografies polítiques tradicionals vis-a-vis les tendències modernes. Igual que amb la major part del moviment cap a geografies crítique, els arguments s'han extret en gran part de les teories postmodernes, postestructurals i postcolonials. Com a exemples:
- Geografia feminista, que advoca pel reconeixement de les relacions de poder com a patriarcals i els intents de teoritzar les concepcions alternatives de la identitat i identitat política. Al costat de preocupacions relacionades com ara la teoria queer i estudis sobre la joventut
- Teories postcolonials que reconeixen la naturalesa imperialista i la universalització de la major part de la geografia política, especialment en geografia del desenvolupament

## Geògrafs polítics destacats
- John A. Agnew
- Simon Dalby
- Klaus Dodds
- Derek Gregory
- Richard Hartshorne
- Karl Haushofer
- Ron J. Johnston
- Cindi Katz
- Peter Kropotkin
- Yves Lacoste
- Virginie Mamadouh
- Halford Mackinder
- Doreen Massey
- Gearóid Ó Tuathail
- Joe Painter
- Friedrich Ratzel
- Ellen Churchill Semple
- Peter J. Taylor